# Мирон (Дацюк)
Миро́н Дацю́к (світське ім'я Миха́йло, англ. Myron Michael Daciuk; 16 листопада 1919, Мондер, Альберта, Канада — 14 січня 1996, Едмонтон, Альберта, Канада) — єпископ Української греко-католицької церкви, єпископ Едмонтонський УГКЦ (1991—1996).

## Життєпис
Михайло Дацюк народився 16 листопада 1919 року в місцевості Мондер, що в провінції Альберта, Канада в родині Луки і Ксенії з родини Бручковських.
24 квітня 1936 року вступив до Василіянського Чину, в якому прийняв чернече ім'я Мирон. 15 листопада 1942 року склав урочисті довічні чернечі обіти. 10 червня 1945 року в Ґрімсбі прийняв священниче рукоположення з рук архієпископа Василя Ладики.
Після свячень ієромонах Мирон Дацюк виконував душпастирські обов'язки в Мондері й Ґрімсбі, Онтаріо, а в 1950 році його призначено парохом української греко-католицької церкви святого Михаїла у Монреалі. У 1953 році призначений магістром новіціату отців василіян у Мондері, де від 1959 до 1964 року був також ігуменом монастиря. У 1964 році обраний протоігуменом провінції отців василіян у Канаді, і виконував ці обов'язки до 1970 року. У 1970—1982 роках був парохом парафій св. Миколая у Вінніпезі, св. Василія в Едмонтоні та Матері Божої Неустанної Помочі у Ванкувері.
24 червня 1982 року папа Римський Іван Павло II призначив ієромонаха Мирона Дацюка єпископом-помічником Вінніпезької архієпархії, титулярним єпископом Тіатири (Thyatira). Архієрейська хіротонія відбулася 14 жовтня 1982 року. Головним святителем був митрополит Максим Германюк, а співсвятителями — єпископи Єронім Химій і Дмитро Ґрещук.
28 жовтня 1991 року папа Іван Павло II призначив єпископа Мирона правлячим єпископом Едмонтонської єпархії УГКЦ.
Помер 14 січня 1996 року в Едмонтоні, похований 19 січня в Мондері.